# 安田麻里菜
安田 麻里菜（やすだ まりな）は、競技麻雀のプロ雀士。秋田県出身。日本プロ麻雀連盟所属。団体内の段位は四段。

## 獲得タイトル
- プロクィーン(第10期)[1]